# HD 202862
HD 202862，又名BD+42 4046，SAO 50671、HR 8144，是一颗恒星，视星等为6.19，位于銀經86.57，銀緯-4.58，其B1900.0坐标为赤經21h 13m 36.2s，赤緯+42° -4.58′ 51″。